# V Trianguli
V Trianguli är en förmörkelsevariabel av Beta Lyrae-typ (EB/SD) i stjärnbilden Triangeln. 

Stjärnan varierar mellan visuell magnitud +10,7 och 11,8 med en period av 0,5852057 dygn eller 14,04494 timmar.